# Автомагістраль А55 (Франція)
Автомагістраль A55 — безкоштовна автомагістраль на півдні Франції, 36,7 кілометрів довжиною.
Дорога починається в Марселі в La Joliette і закінчується на захід від Мартіг, де вона стає N568 у напрямку Арля та Німа.

## Історія
Перша секція була відкрита в 1972 році. У 1989 році було завершено останню ділянку, яка з’єднує цей вузол із В’є-Портом Марселя.

## Майбутнє
Цю автомагістраль буде продовжено до Арля шляхом модернізації N568 через Плен-де-ла-Кро. Поки що дати не заплановано, лише об’їзний шлях до Пор-де-Бука, який зараз оцінюється.